# Lapidazione del diavolo

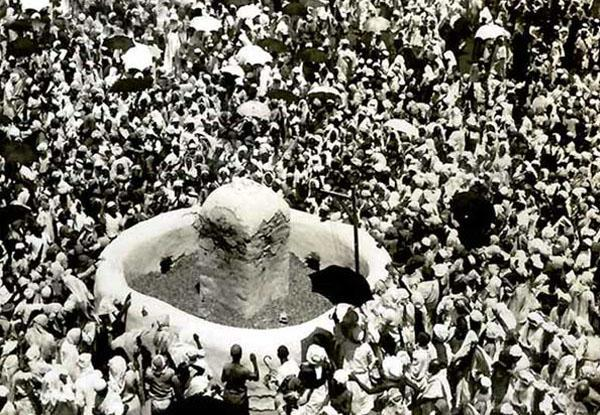
Una lapidazione del diavolo del 1942

La lapidazione del diavolo (Arabo: رمي الجمرات‎ ramy al-jamarāt, lit. "lancio del jamarāt [luogo dei ciottoli]”) è parte dell'Hajj, il pellegrinaggio islamico annuale alla città santa de La Mecca in Arabia Saudita.
Durante il rituale, i pellegrini musulmani lanciano delle pietre contro tre muri (un tempo colonne) chiamati jamarāt, nella città di Mina, appena ad est della Mecca. Si tratta di una rievocazione simbolica dell'hajj di Ibrahim (o Abramo), che lapidò tre colonne che rappresentavano Shaitan (o Satana) e la tentazione dei musulmani di disobbedire alla volontà di Allah.
Durante l'ʿīd al-aḍḥā (il decimo giorno del mese di Dhu l-Hijja), i pellegrini devono colpire il Grande Jamarah o Al-Jamrah Al-Aqaba con sette sassolini. Una volta completata la lapidazione nel giorno dell'Eid, ogni pellegrino deve tagliarsi o rasarsi i capelli. Nei due giorni successivi, devono colpire tutte e tre le pareti con sette sassolini ciascuno, procedendo in ordine da est a ovest. Pertanto, per il rituale sono necessari almeno 21 sassolini; se non riescono a colpire il pilastro, ne occorrono altri. È consentito che i sassolini cadano nelle aree designate dei pilastri e non è necessario lanciarli nuovamente se atterrano nelle immediate vicinanze.
Alcuni pellegrini rimangono a Mina per un giorno in più, nel qual caso devono nuovamente lanciare sette pietre contro ogni muro. I sassolini utilizzati per la lapidazione vengono tradizionalmente raccolti a Muzdalifa, una pianura a sud-est di Mina, la notte prima del primo lancio, ma possono anche essere raccolti a Mina.

## Sostituzione delle colonne
Fino al 2004, le tre jamarāt (singolare: jamrah) erano alte colonne. Dopo la calca della Hajj del 2004 le autorità saudite hanno sostituito le colonne con muri lunghi 26 metri (85 piedi) per motivi di sicurezza; molte persone lanciavano accidentalmente sassi alle persone dall'altra parte. Per consentire un accesso più agevole alle jamarāt, è stato costruito attorno ad esse un cavalcavia pedonale a un unico livello chiamato Ponte Jamaraat, che consentiva ai pellegrini di lanciare pietre sia dal livello del suolo che dal cavalcavia.
Le jamarāt sono denominate (partendo da est):
- la prima jamrah (al-jamrah al-'ūlā), o la jamrah più piccola (الجمرة الصغرى al-jamrah aṣ-ṣughrā),
- la jamrah centrale (الجمرة الوسطى al-jamrah al-wusṭā),
- la più grande jamrah (الجمرة الكبرى al-jamrah al-kubrā), o Jamrah di Aqaba (جمرة العقبة jamrat al-ʿaqaba).

Prima del 2004, la distanza tra il piccolo e il medio jamarāt era di 135 m (443 piedi); tra il medio e il grande jamarāt era di 225 m (738 piedi).

## Significato storico e spirituale

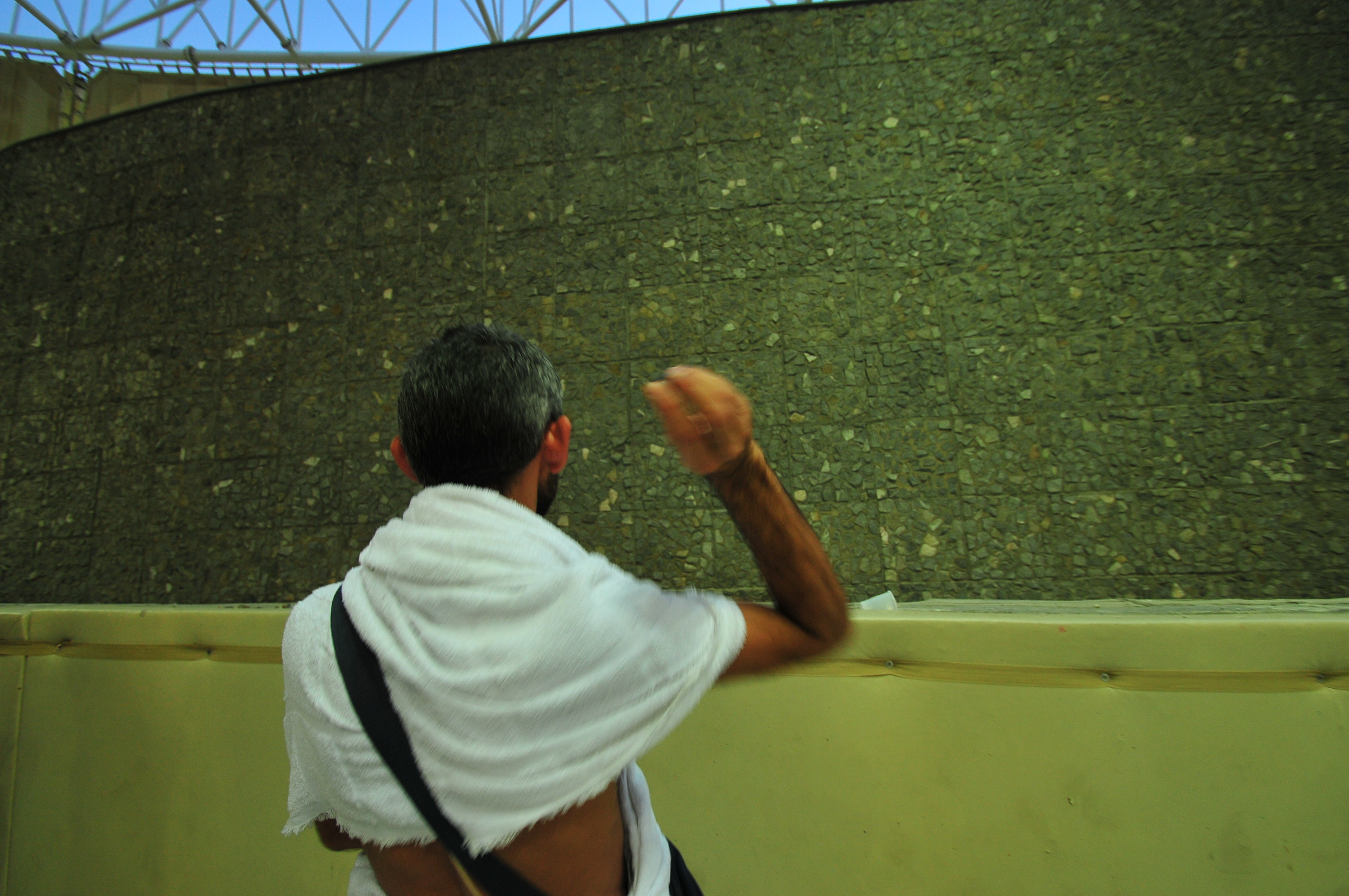
Un Hajji che partecipa al rituale dello Jamarat.

Il rituale rievoca il pellegrinaggio di Abramo alla Mecca, come spiegato dallo storico musulmano al-Azraqi:
Quando [Abramo] lasciò Mina e fu condotto al (passo chiamato) al-Aqaba, il Diavolo gli apparve al Cumulo di Pietre del Passo. Gabriele (Jibrayil) gli disse: «Lanciagli delle pietre!», così Abramo gli lanciò sette pietre e lui scomparve. Poi gli apparve al Cumulo di Pietre di Mezzo. Gabriele gli disse: «Lanciagli delle pietre!». Egli gli lanciò sette pietre, così che scomparve dalla sua vista. Poi gli apparve al Piccolo Mucchio di Pietre. Gabriele gli disse: «Lanciagli delle pietre!». Egli gli lanciò sette pietre simili a quelle che si usano per una fionda. Allora il Diavolo si staccò da lui.
Le tre jamarāt rappresentano il diavolo: la prima e più grande rappresenta la sua tentazione di Abramo contro il sacrificio di Ismaele (Ismāʿīl); la seconda rappresenta la tentazione della moglie di Abramo, Hagar (Hājar), per indurlo a fermarlo; la terza rappresenta la sua tentazione di Ismaele per evitare di essere sacrificato. Ogni volta fu rimproverato, e il lancio delle pietre simboleggia quei rimproveri.

La lapidazione delle jamarāt rappresenta anche il ripudio dell'io dell'uomo (an-nafs al-'amāra, letteralmente il “despota interiore”) e l'atto di mettere da parte i propri desideri e desideri più bassi. Come afferma un teologo islamico:
Se uno è in grado di schiacciare al‑nafs al‑'amāra durante la lapidazione di Jamrat al‑ʿAqaba (il Jamrah di Aqaba), allora ha compiuto il passo successivo per raggiungere la vicinanza ad Allah, e poiché tra il servo e Allah non c'è altro che la distanza di un passo, se uno è stato in grado di compiere questo passo e superare i propri desideri e desideri più abietti, allora ciò che segue è il livello di vicinanza ad Allah.
Durante quei due o tre giorni dopo l'Eid in cui ci si trova a Mina, bisogna lapidare le tre jamarāt, il che significa che bisogna calpestare il proprio despota interiore (an-nafs al-'amāra), il despota esterno dello Shaitan dei Jinn e lo Shayṭān tra gli esseri umani (i nemici della religione e dell'umanità).

La lapidazione delle tre jamarāt è, in sostanza, il calpestare i despoti e muovere guerra contro tutti loro. Quando ci si concentra su di loro e sull'odio che proviamo nei loro confronti, allora ci si concentra automaticamente con completa attenzione su se stessi e, giustamente, mentre si lapidano i jamarāt, bisogna concentrarsi interamente su se stessi. È un attacco alle tentazioni interne di una persona o ai suoi desideri primitivi e segnala un allontanamento dal sé e una maggiore sottomissione alla volontà di Allah.

## Incidenti
Il rituale della lapidazione del diavolo è considerato la parte più pericolosa del pellegrinaggio, poiché i movimenti improvvisi della folla sul ponte Jamaraat o nelle sue vicinanze possono causare il calpestamento delle persone. In diverse occasioni, migliaia di partecipanti sono morti soffocati o calpestati nella folla che si accalca.
Un passo importante nella gestione della folla è stata la recente sostituzione dei pilastri jamarāt con muri per facilitare e velocizzare la lapidazione. Il ponte è stato inoltre ampliato negli ultimi anni per accettare il numero sempre crescente di pellegrini che ogni anno compiono l'Hajj.
Le condizioni della folla sono particolarmente difficili durante l'ultimo giorno dell'Hajj, che è il giorno in cui i pellegrini lasciano la valle di Mina e tornano alla Mecca per il Tawaf d'addio (l'ultima circumambulazione della Kaʿba). Secondo Ḥadīth, l'ultima lapidazione di Maometto fu eseguita subito dopo la preghiera di mezzogiorno. Molti studiosi ritengono che il rituale possa essere eseguito in qualsiasi momento tra mezzogiorno e il tramonto di questo giorno; tuttavia, a molti musulmani viene insegnato che dovrebbe essere eseguito immediatamente dopo la preghiera di mezzogiorno. Questo porta le persone ad accamparsi fino a mezzogiorno e poi a precipitarsi per eseguire la lapidazione.
Questi due fattori sono stati indicati come i principali responsabili della fuga precipitosa avvenuta durante l'Hajj del 2006, che ha causato la morte di almeno 346 pellegrini e il ferimento di almeno altri 289. Ciò nonostante i ripetuti tentativi delle autorità di informare i pellegrini sulla possibilità di scaglionare le visite alle jamarāt e di lasciare i bagagli nelle tende. Ad aumentare la confusione che ha caratterizzato la tragedia è stata la mancanza di collaborazione da parte dei pellegrini che non hanno lasciato l'area delle jamarāt seguendo il percorso prestabilito, ostacolando così il movimento di coloro che stavano arrivando.
Un'altra tragica calca si è verificata il 24 settembre 2015 a Mina, dove almeno 2.411 pellegrini hanno perso la vita, secondo un nuovo conteggio dell'Associated Press, tre volte il numero di morti riconosciuto dal regime tre mesi dopo. Le cifre dell'AP confermano che la calca del 24 settembre a Mina è stata la più mortale nella storia del pellegrinaggio annuale. È avvenuta poche settimane dopo il crollo mortale di una gru alla Mecca.
Le autorità hanno affermato che la calca e la fuga precipitosa a Mina si sono verificate quando due ondate di pellegrini si sono riversate su una strada stretta, soffocando o calpestando a morte coloro che erano rimasti intrappolati nel disastro. L'Arabia Saudita ha speso miliardi di dollari per il controllo della folla e le misure di sicurezza per coloro che partecipano al pellegrinaggio annuale di cinque giorni, obbligatorio per ogni musulmano abile e finanziariamente in grado di farlo una volta nella vita, ma l'enorme numero di partecipanti rende difficile garantire la loro sicurezza.
Tuttavia gli esperti hanno affermato che la densità della folla è molto probabile che porti a un disordine della folla in tali circostanze. Ed Galea dell'Università di Greenwich ha dichiarato: “Se si progetta un evento per gestire una tale densità di folla, è intrinsecamente pericoloso”. Ha sottolineato che le 500.000 persone all'ora che possono attraversare il ponte Jamarat dopo il suo ampliamento nel 2004 equivalgono alla più grande folla mai vista a una partita di calcio ogni 24 minuti o alla popolazione della Germania in una settimana. Una possibile soluzione sarebbe quella di distribuire l'Hajj su un periodo più lungo.